# Тола (суддя)
Тола — один з Ізраїлевих суддів, наступник Авімелеха. Він був сином Пуї, онуком Додова з племені Іссахара. Тола проживав у Шамірі в Єфремових горах. Був суддею ізраїлі протягом 23 років. Як Книга Суддів не повідомляє про якісь визначні події часу його правління, а Йосип Флавій у Юдейських старожитностях, який перераховує інших суддів та їх діяння, про Толу не згадує.. Тола був похований в Шамірі (Сд. 10:1-2).